# Teatro Victoria Eugenia

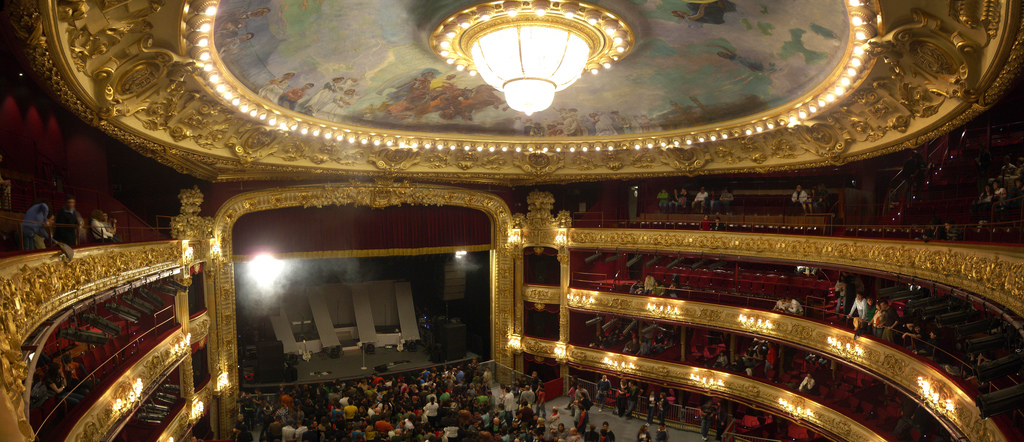
Grote zaal

Het Teatro Victoria Eugenia (Baskisch: Victoria Eugenia Antzokia) is een theater in de Spaanse stad San Sebastian in de autonome gemeenschap Baskenland. Het theater, gebouwd aan de kade van de rivier Urumea aan de Calle de la República Argentina, is geopend in 1912. Gedurende de gehele 20e eeuw was het theater het centrum van het culturele leven van de stad, en tevens een van de belangrijkste zalen van Spanje. 

## Geschiedenis
Aan het begin van de 20e eeuw kende San Sebastian een glansrijke bloeiperiode, als de bekendheid toeneemt van de stad als badplaats en belangrijkste vakantiebestemming voor de Spaanse aristocratie en bourgeoisie en een belangrijke bestemming voor Europese adel. Om het elegante karakter van de stad de bestendigen, wordt in 1902 besloten tot het bouwen van een theater en een luxehotel. In 1909 wordt begonnen met de bouw van het theater, ontworpen door de architect Francisco de Urcola, tegelijkertijd met de bouw van het Hotel María Cristina ernaast. Voor het ontwerp heeft de architect de indertijd nieuwste theaters in Parijs en Wenen bestudeerd. Uiteindelijk worden beide gebouwen in 1912 geopend door koningin Victoria Eugenia, echtgenote van koning Alfons XIII, naar wie het theater ook vernoemd is. Het theater had een capaciteit van 1250 toeschouwers. 
In 2007 is het theater weer geopend na een ingrijpende verbouwing, waarbij er een aantal zalen toe zijn gevoegd, zoals een danszaal en een multifunctionele ruimte. Ook ik de capaciteit van de grote zaal gereduceerd tot 890 om het comfort van de toeschouwers te vergroten.

## Gebouw
De buitenkant van het theater is opgetrokken in zandsteen in de stijl neoplateresco, in tegenstelling tot de meeste andere gebouwen in de stad uit die tijd, die duidelijk geïnspireerd zijn op meer Franse bouwstijlen. De architect heeft zich voor het ontwerp laten inspireren door het Paleis van Monterrey in de stad Salamanca. Het terras op het gebouw staat bekend om het uitzicht op de rivier Urumea en het Kursaal.
De grote zaal had oorspronkelijk 1250 zitplaatsen, die in de verbouwing tussen 2001 en 2007 zijn gereduceerd tot 890 omdat er grotere lounges zijn geplaatst, en ook in de parterre is er meer ruimte per stoel. Tijdens die verbouwing zijn er ook twee nieuwe zalen ingericht: de Sala Club, een multifunctionele zaal in een grote ongebruikte ruimte onder de parterre van de grote zaal, en een danszaal onder het dak. In de zaal zelf kan sindsdien een platte vloer worden gelegd in de parterre, zodat het gebruik van die ruimte meerdere invullingen kan hebben, is er een modernere geluidsinstallatie geplaatst en betere projectiemogelijkheden en ook de orkestbak is praktischer ingericht, hoewel die nu wat kleiner is. Desalniettemin is er veel kritiek geweest op de grote verbouwing die plaats heeft gevonden tussen 2001 en 2007.De entreehal en grote trap zijn volledig vernieuwd en de oorpsronkelijke decoratie en roze en gouden tinten hebben plaats moeten maken voor een veel soberder wit-marmeren aankleding, wat volgens sommigen de essentie van het theater aan heeft getast. Ook de overkapping boven de ingang aan de buitenkant heeft veel kritiek aangetrokken. 
In het gebouw zitten de organisaties van het Jazzfestival van San Sebastian, het Internationaal filmfestival van San Sebastian en van de Quincena Musical de San Sebastián.

## Programmering
Sinds de opening zijn er belangrijke zarzuelas in première gegaan. Als een van de belangrijkste zalen van Spanje, doen vele bekende artiesten en grote theaterproducties het theater aan. 
Daarnaast vervult het een belangrijke rol in de bekende festivals die in de stad worden georganiseerd. Zo is het de belangrijkste locatie van de Quincena Musical de San Sebastián, een groot internationaal klassiek muziekfestival. Tevens was het tot 1999 de belangrijkste locatie voor het Internationaal filmfestival van San Sebastián, waardoor een aantal belangrijke films er in wereldpremière is gegaan, waaronder films van Hitchcock zoals Vertigo en North by Northwest. Voor het filmfestival wordt het sinds 1999 nog als nevenlocatie gebruikt, naast de huidige hoofdlocatie Kursaal. En ook tijdens het jazzfestival van San Sebastian wordt gebruik gemaakt van de accommodaties van het gebouw.